# Ban Sang (huyện)
Ban Sang (tiếng Thái: บ้านสร้าง) là huyện (Amphoe) cực tây của tỉnh Prachinburi, miền trung Thái Lan.

## Lịch sử
Trong quá khứ, đây là rừng rậm với nhiều voi. Người Lào từ Viêng Chăn đã đến đây định cư và đặt tên khu vực này là Ban Chang (Làng Voi). Sau này tên đã được đổi thành Ban Sang.
Huyện Ban Sang được thành lập năm 1905.

## Địa lý
Các huyện giáp ranh (từ phía tây bắc theo chiều kim đồng hồ) là: Ongkharak, Mueang Nakhon Nayok, Pak Phli của tỉnh Nakhon Nayok, Mueang Prachinburi, Si Mahosot của tỉnh Prachinburi, Ratchasan, Bang Khla, Khlong Khuean và Bang Nam Priao của tỉnh Chachoengsao.
Nguồn nước chính ở đây là sông Prachinburi.

## Hành chính
Huyện này được chia thành 9 phó huyện (tambon), các đơn vị này lại được chia ra thành 
93 làng (muban). Ban Sang là một thị trấn (thesaban tambon) nằm trên một phần của tambon Ban Sang và Bang Krabao. Có 7 Tổ chức hành chính tambon.
| STT. | Tên           | Tên Thái  | Số làng | Dân số |  |
| ---- | ------------- | --------- | ------- | ------ |  |
| 1.   | Ban Sang      | บ้านสร้าง   | 15      | 5.440  |  |
| 2.   | Bang Krabao   | บางกระเบา | 10      | 3.326  |  |
| 3.   | Bang Toei     | บางเตย    | 10      | 2.772  |  |
| 4.   | Bang Yang     | บางยาง    | 13      | 3.839  |  |
| 5.   | Bang Taen     | บางแตน    | 13      | 4.296  |  |
| 6.   | Bang Phluang  | บางพลวง   | 11      | 5.800  |  |
| 7.   | Bang Pla Ra   | บางปลาร้า  | 8       | 2.268  |  |
| 8.   | Bang Kham     | บางขาม    | 6       | 1.640  |  |
| 9.   | Krathum Phaeo | กระทุ่มแพ้ว  | 7       | 1.426  |  |